# San Girolamo in meditazione
San Gerolamo in meditazione è un'opera a olio su tela (cm 118 × 81), realizzata dal pittore italiano Caravaggio intorno al 1605. È attualmente custodita nel monastero di Santa Maria, a Montserrat (precisamente nel Museo annesso al monastero).

## Storia e descrizione
San Girolamo, eremita, Padre della Chiesa, e autore della traduzione della Bibbia in latino, (la Bibbia Vulgata) era una figura molto popolare al tempo di Caravaggio, tanto che lo stesso artista eseguì numerosi dipinti con tale soggetto (solo tre ne sopravvivono).
Il dipinto deriva probabilmente dalla collezione Giustiniani (la collezione del protettore di Caravaggio, il banchiere Vincenzo Giustiniani e del fratello, il cardinale Benedetto). Benedetto raccolse una grande collezione di opere religiose eseguite dall'artista, e un San Gerolamo delle stesse dimensioni di quest'opera appare nell'inventario Giustiniani del 1638. Fu acquistato dal monastero di Montserrat nel 1915, con attribuzione a Ribera, e attribuito al Caravaggio dal Longhi nel 1943.
Il biografo di Caravaggio, Peter Robb, segnala che la stessa meditazione presente nel dipinto è assai simile a quella del San Giovanni Battista, ora a Kansas City, dipinto all'incirca nello stesso periodo.